# Tunisia ai Giochi della XXVI Olimpiade
La Tunisia partecipò ai Giochi della XXVI Olimpiade, svoltisi ad Atlanta, Stati Uniti, dal 19 luglio al 4 agosto 1996, con una delegazione di 51 atleti impegnati in nove discipline.

## Medaglie
| Medaglia | Atleta         | Sport    | Evento             |
| -------- | -------------- | -------- | ------------------ |
| Bronzo   | Fethi Missaoui | Pugilato | Pesi super leggeri |

## Risultati

### Calcio
- Uomini

| Atleta | Classifica |                    |
| --- | --- | ------------------ |
| V · D · M Nazionale olimpica tunisina · Calcio ai Giochi Olimpici Estivi 1996 1 El Ouaer · 2 Ben Younes · 3 Baccouche · 4 Badra · 5 Mkacher · 6 Chouchane · 7 Kanzari · 8 Baya · 9 Gabsi · 10 Ghodhbane · 11 Sellimi · 12 Bokri · 13 Bouazizi · 14 Jaballah · 15 Jaïdi · 16 Baba · 17 Ben Chrouda · 18 Ben Slimane · CT : Kasperczak | 14° |                    |
| Nazionale olimpica tunisina · Calcio ai Giochi Olimpici Estivi 1996 | |                    |
| 1 El Ouaer · 2 Ben Younes · 3 Baccouche · 4 Badra · 5 Mkacher · 6 Chouchane · 7 Kanzari · 8 Baya · 9 Gabsi · 10 Ghodhbane · 11 Sellimi · 12 Bokri · 13 Bouazizi · 14 Jaballah · 15 Jaïdi · 16 Baba · 17 Ben Chrouda · 18 Ben Slimane · CT: Kasperczak                                                                                | 1 El Ouaer · 2 Ben Younes · 3 Baccouche · 4 Badra · 5 Mkacher · 6 Chouchane · 7 Kanzari · 8 Baya · 9 Gabsi · 10 Ghodhbane · 11 Sellimi · 12 Bokri · 13 Bouazizi · 14 Jaballah · 15 Jaïdi · 16 Baba · 17 Ben Chrouda · 18 Ben Slimane · CT: Kasperczak | Tunisia (bandiera) |